# 萨尔滕斯基农村居民点
萨尔滕斯基农村居民点（俄语：Салтынское сельское поселение）是俄罗斯联邦伏尔加格勒州乌留平斯克区所属的一个农村居民点。其下辖有6个居民点，行政中心为萨尔滕斯基。据2016年统计，该农村居民点的人口为1896人。